# Carl Christian Mez
Carl Christian Mez (n. 26 de marzo de 1866 Friburgo de Brisgovia - 8 de enero de 1944 Friburgo de Brisgovia) fue un botánico alemán y profesor universitario.

## Vida y trabajo
Venía de una familia de industrials en Friburgo de Brisgovia. Era nieto del emprendedor y político Karl Christian Mez (1806-1877). Ya en la secundaria, se interesó en la botánica, y escribió una monografía sobre el híbrido Inula.
Primero estudia en la universidad de su ciudad, de 1883 a 1884, luego se traslada a Berlín por un semestre antes de retornar en 1886 a Friburgo. Escribe su tesis en Berlín, sobre Lauraceae, recibiendo su Doctorado allí.
Después de completar su grado, Mez trabaja brevemente en el Museo Botánico de Berlín, luego va a Breslavia trabajando de conferencista privado. En 1900, Mez es Profesor de Botánica Sistemática y Estudios Farmacéuticos en Halle (Sajonia-Anhalt), y en 1910 es Profesor de Fisiología Vegetal y Director de Jardines Botánicos cerca de Königsberg. Y en 1935 nombrado Profesor Emérito.
Fue fundador de los "Archivos Botánicos, y, hasta 1938, publicador.
Sus áreas de estudios fueron la sistemática y la fisiología. Continuó estudiando la taxonomía y morfología de las Lauraceae, introduciendo el uso de la serología como un método de estudiar las relaciones entre plantas. También estudió micología, y escribió acerca de la podredumbre seca.
Los géneros botánicos Mezia Schwacke ex Niedenzu, y Meziella Schindler, fueron nombrados en su honor.

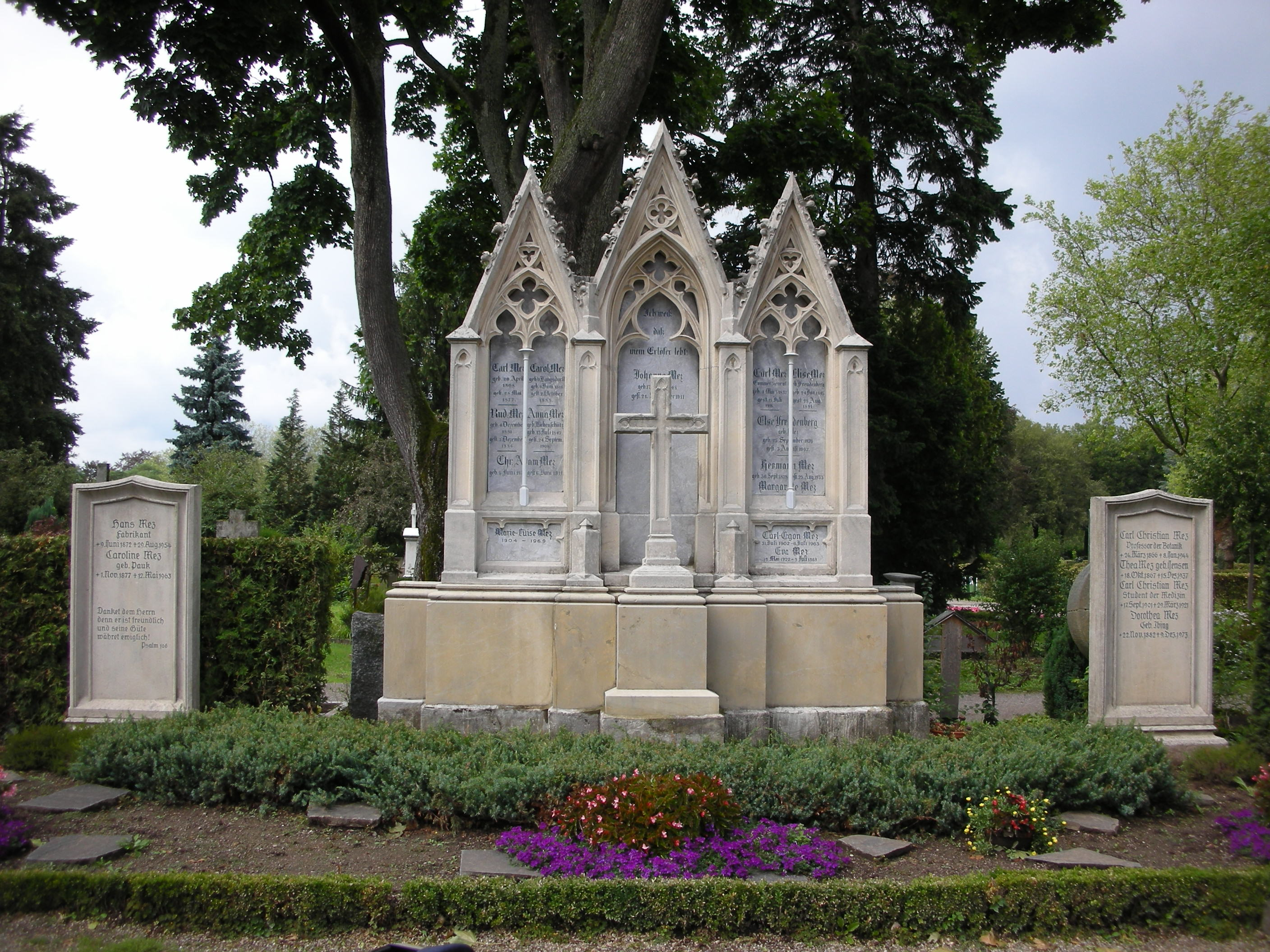
Carl Christian Mez

## Escritos (selección)
- Lauraceae Americanae, monographice descripsit / - Berlín, 1889. Jahrbuch des königlichen botanischen Gartens und des botanischen Museums; Bd. 5
- Das Mikroskop und seine Anwendung: ein Leitfaden bei mikroskopischen Untersuchungen für Apotheker, Aerzte, Medicinalbeamte, Techniker, Gewerbtreibende etc.- 8., stark verm. Aufl. - Berlín: 1899
- Myrsinaceae. Leipzig [u.a.] 1902.
- Mikroskopische Untersuchungen, vorgeschrieben vom Deutschen Arzneibuch: Leitfaden für das mikroskopisch-pharmakognostische Praktikum an Hochschulen und für den Selbstunterricht - Berlín: 1902
- Theophrastaceae - Leipzig [u.a.]: 1903
- Der Hausschwamm und die übrigen holzzerstörenden Pilze der menschlichen Wohnungen: ihre Erkennung, Bedeutung und Bekämpfung. Dresde 1908.
- Die Haftung für Hausschwamm und Trockenfäule: eine Denkschrift für Baumeister, Hausbesitzer und Juristen.... Berlín 1910.
- Zur Theorie der Sero-Diagnostik - Berlin: Dt. Verl.-Ges. für Politik und Geschichte, 1925
- Drei Vorträge über die Stammesgeschichte der Pflanzenwelt mit 1 Stammbaum des Pflanzenreichs / 1925
- Theorien der Stammesgeschichte - Berlin: Deutsche Verl.-Ges für Politik und Geschichte, 1926
- Versuch einer Stammesgeschichte des Pilzreiches. Halle (Saale) 1928.
- Bromeliaceae. Leipzig 1935.